# Cinderella Man
Cinderella Man is een Amerikaanse film uit 2005 geregisseerd door Ron Howard en geschreven door Cliff Hollingsworth (verhaal en scenario). De film ontving in 2006 drie Oscarnominaties, waaronder die voor beste mannelijke bijrol (Paul Giamatti).

## Verhaal
Het verhaal van bokser James J. Braddock, die na een reeks verliespartijen gedwongen werd te stoppen. Als de Grote Depressie aanbreekt accepteert Jim diverse beroerde baantjes om zijn vrouw Mae en hun kinderen te onderhouden, maar hij blijft dromen van de boksring. Hij krijgt een nieuwe kans om zich te bewijzen als bokser.

## Rolverdeling
| Acteur               | Personage                       |
| -------------------- | ------------------------------- |
| Russell Crowe        | James J. Braddock               |
| Renée Zellweger      | Mae Braddock                    |
| Paul Giamatti        | Joe Gould                       |
| Craig Bierko         | Max Baer                        |
| Paddy Considine      | Mike Wilson                     |
| Bruce McGill         | Jimmy Johnston                  |
| David Huband         | Ford Bond                       |
| Connor Price         | Jay Braddock                    |
| Ariel Waller         | Rosemarie Braddock              |
| Patrick Louis        | Howard Braddock                 |
| Rosemarie DeWitt     | Sara Wilson                     |
| Linda Kash           | Lucille Gould                   |
| Nicholas Campbell    | Sporty Lewis                    |
| Gene Pyrz            | Jake                            |
| Chuck Shamata        | Father Rorick                   |
| Ron Canada           | Joe Jeanette                    |
| Alicia Johnston      | Alice                           |
| Troy Amos-Ross       | John Henry Lewis                |
| Mark Simmons         | Art Lasky                       |
| Art Binkowski        | Corn Griffin                    |
| David Litzinger      | Abe Feldman                     |
| Matthew G. Taylor    | Primo Carnera                   |
| Rance Howard         | Announcer Al Fazin              |
| James Ritz           | Official - Griffin / Baer Fight |
| Ken James            | Ancil Hoffman                   |
| Rufus Crawford       | Lewis Coach                     |
| Thomasz Kurzydlowski | Tuffy Griffith                  |
| Stuart Clark         | Frankie Campbell                |
| Julian Lewis         | Undercard Boxer - Feldman       |
| Eric Fink            | Announcer - Lasky               |
| Gerry Quigley        | Quincy                          |
| Peter MacNeill       | Electric Man                    |
| Darrin Brown         | Promoter                        |
| Magdalena Alexander  | Angry Woman                     |
| Nola Augustson       | Relief Office Woman             |
| Gino Marrocco        | Waiter                          |
| Mark Taylor          | George                          |
| Sharron Matthews     | Lady                            |
| Alec Stockwell       | Church Man                      |
| Chick Roberts        | Church Old Man                  |
| Isabella Fink        | Church Girl                     |
| Beau Starr           | Sam                             |
| Philip Craig         | Radio Commentator               |
| Sam Malkin           | Gibson                          |
| Tony Munch           | Sam Penny                       |
| Conrad Bergschneider | Limo Driver                     |
| Richard Binsley      | Announcer - Griffith            |

## Trivia
- Rosemarie DeWitt, die Sara Wilson speelt, is de kleindochter van de echte Jim Braddock.